# Yakov Yan Toumarkin
Yakov Yan Toumarkin (in ebraico יעקב טומרקין‎?; Čeljabinsk, 15 dicembre 1992) è un nuotatore israeliano, specializzato nel dorso e nei misti.

## Palmarès
- Europei

Debrecen 2012: bronzo nei 100m dorso e nei 200m dorso.
Londra 2016: argento nei 200m dorso.
- Europei in vasca corta

Netanya 2015: argento nei 200m dorso e nei 100m misti.
- Giochi olimpici giovanili

Singapore 2010: argento nei 100m dorso e nei 200m dorso.
- Europei giovanili

Helsinki 2010: oro nei 100m dorso e bronzo nei 200m dorso.

## International Swimming League
| Stagione 2020 |
| ------------- |
| Iron          |